# Bogusław Jerzy Słuszka
Bogusław Jerzy Słuszka herbu Ostoja (zm. po 9 stycznia 1658 roku) – podskarbi nadworny litewski w 1645 roku, krajczy litewski w 1656 roku, stolnik litewski w 1643 roku, starosta rzeczycki w 1639 roku. 
Syn wojewody trockiego Aleksandra Słuszki i brat Elżbiety żony Adama Kazanowskiego.
Studiował na Uniwersytecie w Ingolstadt w 1637 roku.
Poseł na sejm 1641 roku. Poseł na sejm ekstraordynaryjny 1647 roku. Poseł nieznanego sejmiku na sejm nadzwyczajny 1652 roku. Był członkiem konfederacji tyszowieckiej 1655 roku.